# Vellechevreux-et-Courbenans
Vellechevreux-et-Courbenans est une ancienne commune française située dans le département de la Haute-Saône, la région culturelle et historique de Franche-Comté et la région administrative Bourgogne-Franche-Comté.
Ses habitants sont les Villacaprins et les Villacaprines.
En 2025, elle fusionne avec Courchaton et Georfans pour devenir Belles-Fontaines.

## Géographie
Le territoire communal repose sur le bassin houiller keupérien de Haute-Saône.

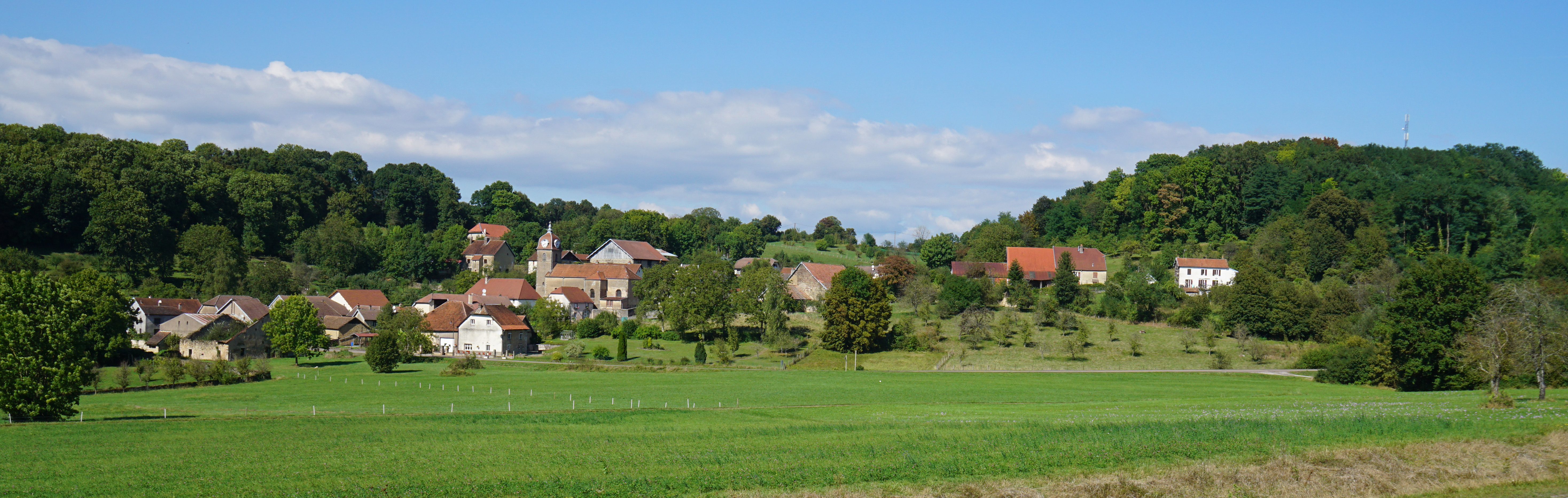
Panorama du village.

### Climat
Pour des articles plus généraux, voir Climat de la Bourgogne-Franche-Comté et Climat de la Haute-Saône.
En 2010, le climat de la commune est de type climat de montagne, selon une étude du Centre national de la recherche scientifique s'appuyant sur une série de données couvrant la période 1971-2000. En 2020, Météo-France publie une typologie des climats de la France métropolitaine dans laquelle la commune est exposée à un climat semi-continental et est dans la région climatique  Lorraine, plateau de Langres, Morvan, caractérisée par un hiver rude (1,5 °C), des vents modérés et des brouillards fréquents en automne et hiver. 
Pour la période 1971-2000, la température annuelle moyenne est de 9,9 °C, avec une amplitude thermique annuelle de 17,3 °C. Le cumul annuel moyen de précipitations est de 1 257 mm, avec 12,5 jours de précipitations en janvier et 10,4 jours en juillet. Pour la période 1991-2020, la température moyenne annuelle observée sur la station météorologique de Météo-France la plus proche, « Villersexel Sa », sur la commune de Villersexel à 8 km à vol d'oiseau, est de 10,8 °C et le cumul annuel moyen de précipitations est de 1 037,9 mm. 
La température maximale relevée sur cette station est de 38,4 °C, atteinte le 8 août 2003 ; la température minimale est de −19,4 °C, atteinte le 20 décembre 2009,,. 
Les paramètres climatiques de la commune ont été estimés pour le milieu du siècle (2041-2070) selon différents scénarios d'émission de gaz à effet de serre à partir des nouvelles projections climatiques de référence DRIAS-2020. Ils sont consultables sur un site dédié publié par Météo-France en novembre 2022.

## Urbanisme

### Typologie
Au 1er janvier 2024, Vellechevreux-et-Courbenans est catégorisée commune rurale à habitat dispersé, selon la nouvelle grille communale de densité à sept niveaux définie par l'Insee en 2022.
Elle est située hors unité urbaine. Par ailleurs la commune fait partie de l'aire d'attraction de Montbéliard, dont elle est une commune de la couronne,. Cette aire, qui regroupe 137 communes, est catégorisée dans les aires de 50 000 à moins de 200 000 habitants,.

### Occupation des sols
L'occupation des sols de la commune, telle qu'elle ressort de la base de données européenne d’occupation biophysique des sols Corine Land Cover (CLC), est marquée par l'importance des territoires agricoles (62,8 % en 2018), en diminution par rapport à 1990 (65,2 %). La répartition détaillée en 2018 est la suivante : 
forêts (32,9 %), zones agricoles hétérogènes (28,3 %), prairies (27,2 %), cultures permanentes (3,9 %), zones industrielles ou commerciales et réseaux de communication (3,7 %), terres arables (3,4 %), zones urbanisées (0,6 %). L'évolution de l’occupation des sols de la commune et de ses infrastructures peut être observée sur les différentes représentations cartographiques du territoire : la carte de Cassini (XVIIIe siècle), la carte d'état-major (1820-1866) et les cartes ou photos aériennes de l'IGN pour la période actuelle (1950 à aujourd'hui).

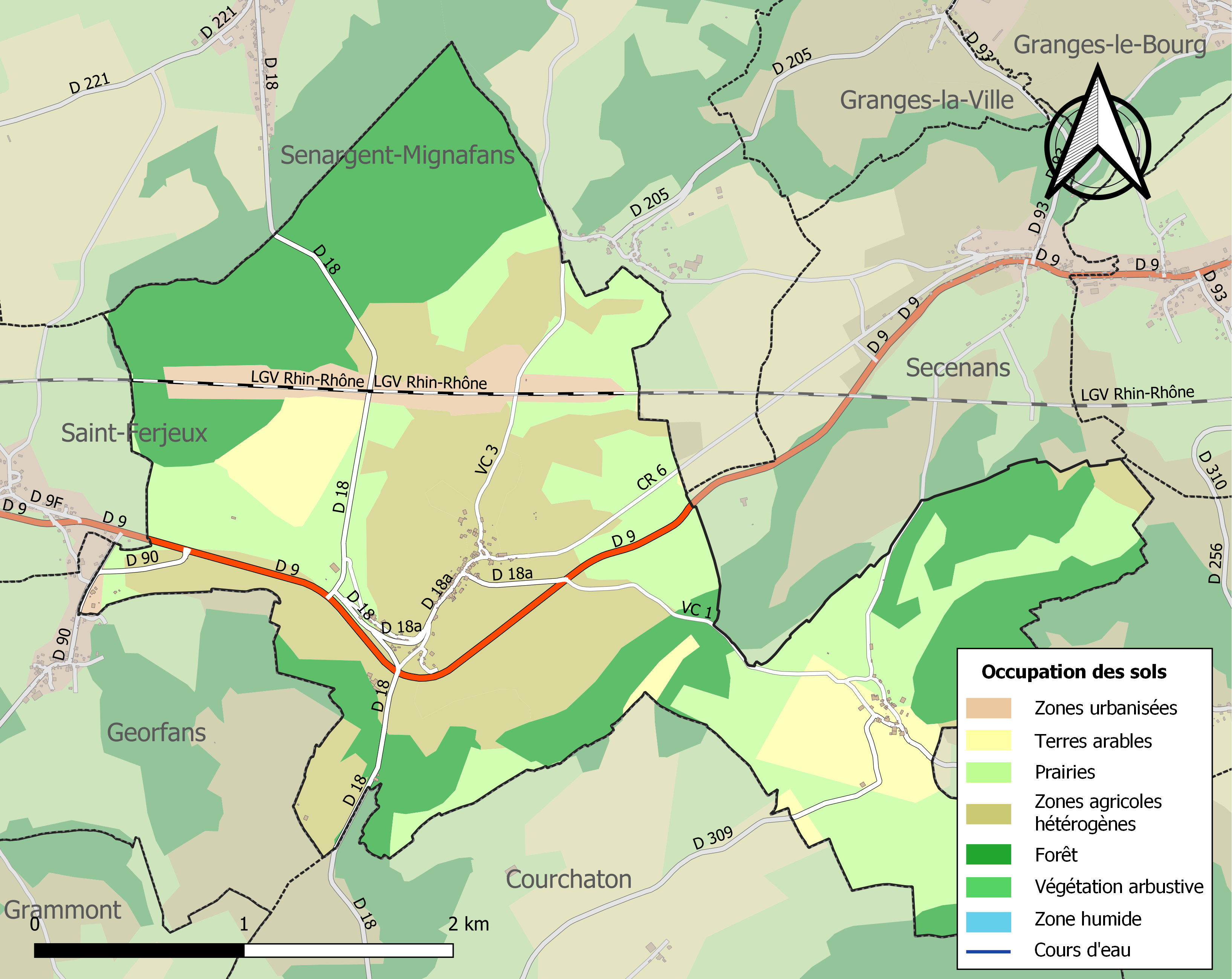
Carte des infrastructures et de l'occupation des sols de la commune en 2018 (CLC).

## Toponymie
Le village portait autrefois le nom latin de Villa Caprillus.

## Histoire
Les traces d'un cimetière burgond ont été découvertes lors de travaux routiers.
En 1807, par arrêté préfectoral en date du 15 novembre 1807, Courbenans, commune supprimée, est rattachée à Vellechevreux, sous le nom de Vellechevreux-et-Courbenans, mais sans effet sur l'état civil jusqu'en 1832.
En 1832, les puits de recherches sont creusés par les houillères de Gémonval pour rechercher du charbon, mais celui-ci est de mauvaise qualité.

## Politique et administration

Carte départementale représentant en rouge la communauté de communes du Pays de Villersexel.

### Rattachements administratifs et électoraux
La commune fait partie de l'arrondissement de Vesoul du département de la Haute-Saône,  en région Bourgogne-Franche-Comté. Pour l'élection des députés, elle dépend de la deuxième circonscription de la Haute-Saône.
Elle fait partie depuis 1801 du canton de Villersexel. Dans le cadre du redécoupage cantonal de 2014 en France, le canton s'est agrandi, passant de 32 à 47.

### Intercommunalité
La commune est membre de la communauté de communes du Pays de Villersexel, créée en le 31 décembre 1999.

### Liste des maires

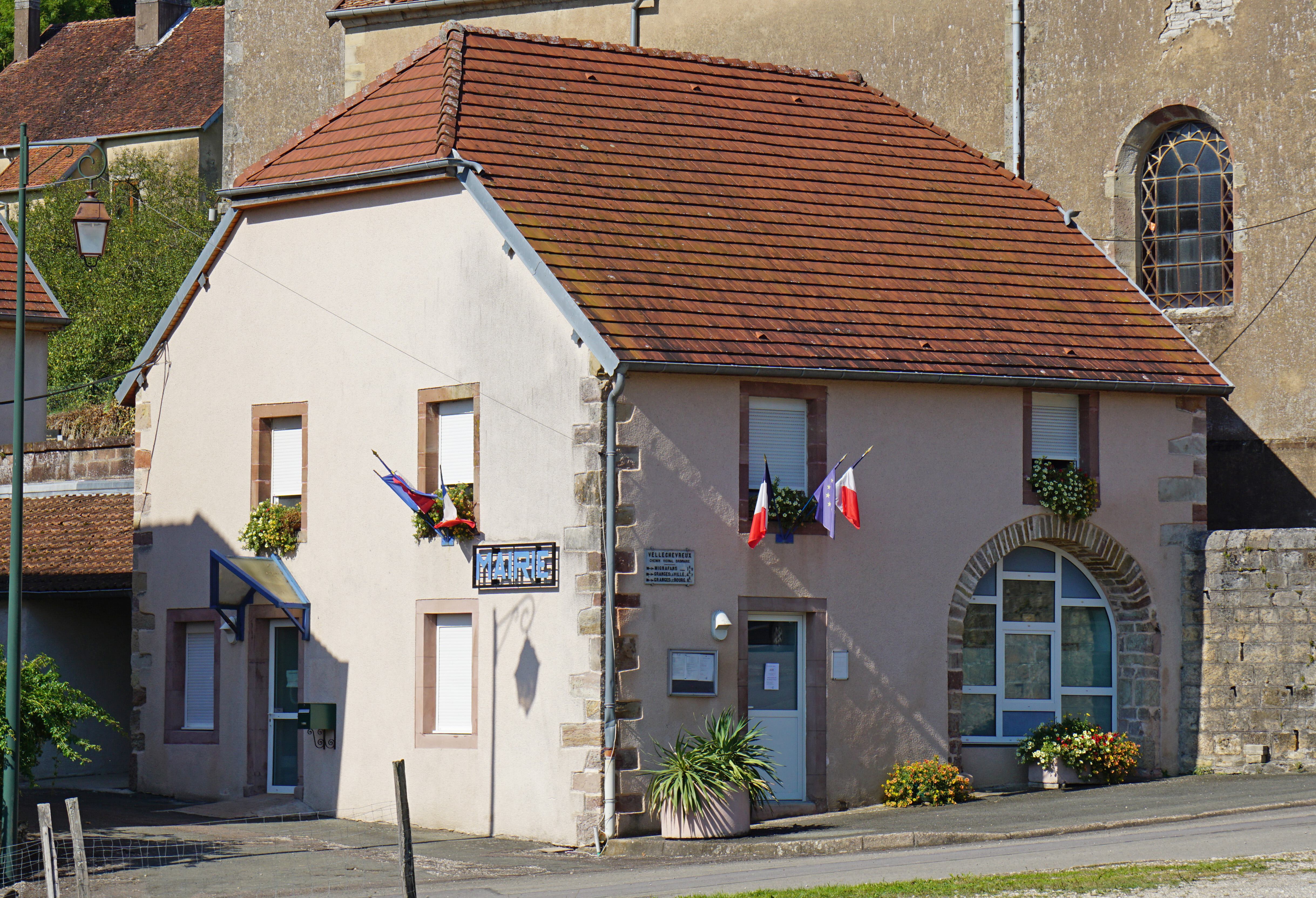
La mairie.

| Période                                  | Période                      | Identité          | Étiquette | Qualité |
| ---------------------------------------- | ---------------------------- | ----------------- | --------- | ------- |
| Les données manquantes sont à compléter. |                              |                   |           |         |
| août 1865                                | février 1871                 | Jean Pierre Aubry |           |         |
| Les données manquantes sont à compléter. |                              |                   |           |         |
| 1995                                     | mars 2001                    | Françoise Emonin  |           |         |
| mars 2001                                | novembre 2003                | Christine Jeanney |           |         |
| décembre 2003                            | juillet 2020                 | Francine Champion |           |         |
| juillet 2020                             | En cours (au 8 juillet 2020) | Francis Vaugier   |           |         |

## Démographie
L'évolution du nombre d'habitants est connue à travers les recensements de la population effectués dans la commune depuis 1793. Pour les communes de moins de 10 000 habitants, une enquête de recensement portant sur toute la population est réalisée tous les cinq ans, les populations de référence des années intermédiaires étant quant à elles estimées par interpolation ou extrapolation. Pour la commune, le premier recensement exhaustif entrant dans le cadre du nouveau dispositif a été réalisé en 2007.

En 2022, la commune comptait 118 habitants, en évolution de −9,23 % par rapport à 2016 (Haute-Saône : −1,4 %, France hors Mayotte : +2,11 %).
| 1793 | 1800 | 1806 | 1821 | 1831 | 1836 | 1841 | 1846 | 1851 |
| ---- | ---- | ---- | ---- | ---- | ---- | ---- | ---- | ---- |
| 300  | 321  | 281  | 298  | 523  | 527  | 587  | 520  | 527  |

| 1856 | 1861 | 1866 | 1872 | 1876 | 1881 | 1886 | 1891 | 1896 |
| ---- | ---- | ---- | ---- | ---- | ---- | ---- | ---- | ---- |
| 453  | 449  | 443  | 437  | 425  | 389  | 409  | 355  | 315  |

| 1901 | 1906 | 1911 | 1921 | 1926 | 1931 | 1936 | 1946 | 1954 |
| ---- | ---- | ---- | ---- | ---- | ---- | ---- | ---- | ---- |
| 306  | 292  | 282  | 265  | 250  | 249  | 219  | 199  | 188  |

| 1962 | 1968 | 1975 | 1982 | 1990 | 1999 | 2006 | 2007 | 2012 |
| ---- | ---- | ---- | ---- | ---- | ---- | ---- | ---- | ---- |
| 184  | 224  | 199  | 197  | 187  | 172  | 162  | 161  | 143  |

| 2017 | 2022 | - | - | - | - | - | - | - |
| ---- | ---- | - | - | - | - | - | - | - |
| 128  | 118  | - | - | - | - | - | - | - |

## Culture locale et patrimoine

### Lieux et monuments
- Église Saint-Germain :
  - Clôture de chœur, du XVIIIe siècle[25] ;
  - Cloche, fondue en 1768[26] ;
  - Deux statues en bois doré d'évêques, du XVIIIe siècle[27] ;
  - Ostensoir du XVIIIe siècle en argent doré, réalisé par l'orfèvre Pierre-Antoine Grandguillaume en 1786[28] ;
  - Calice du XVIIIe siècle en argent,  réalisé par l'orfèvre Claude-Louis Barrière[29] ;
  - Tableau, cadre : saint Germain, évêque, et deux personnages[30].

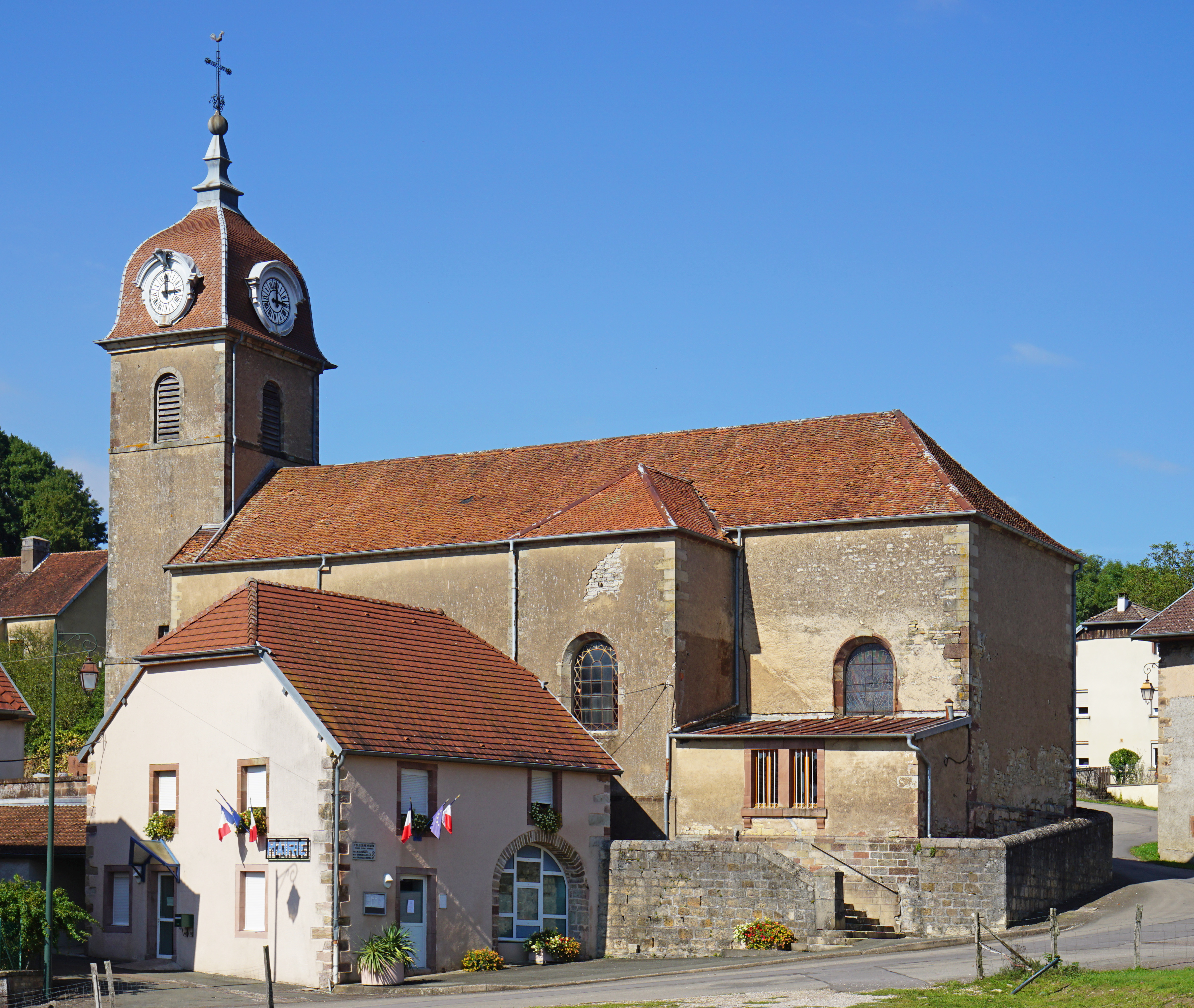
L'église et la mairie.
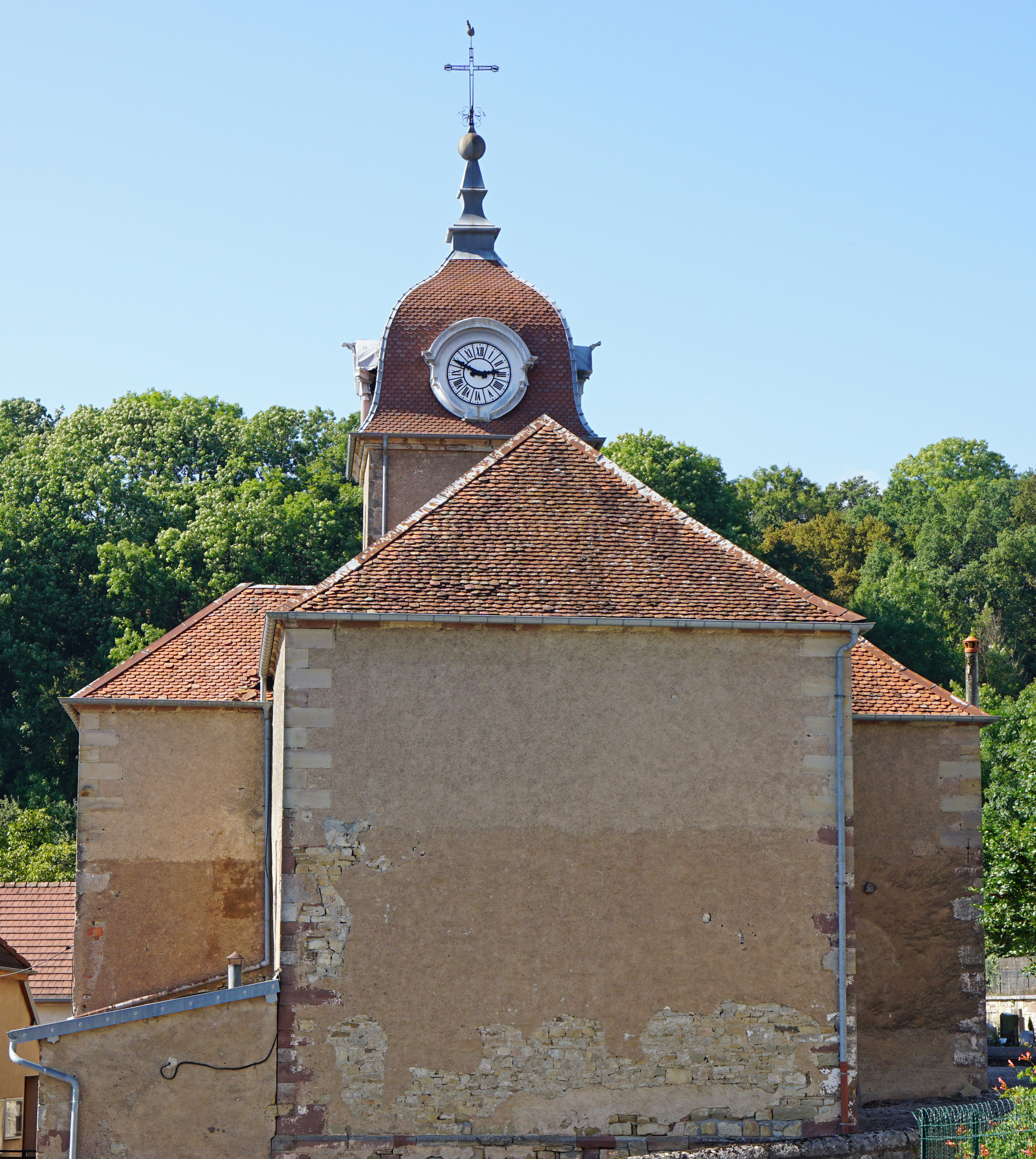
Vue arrière de l'église.
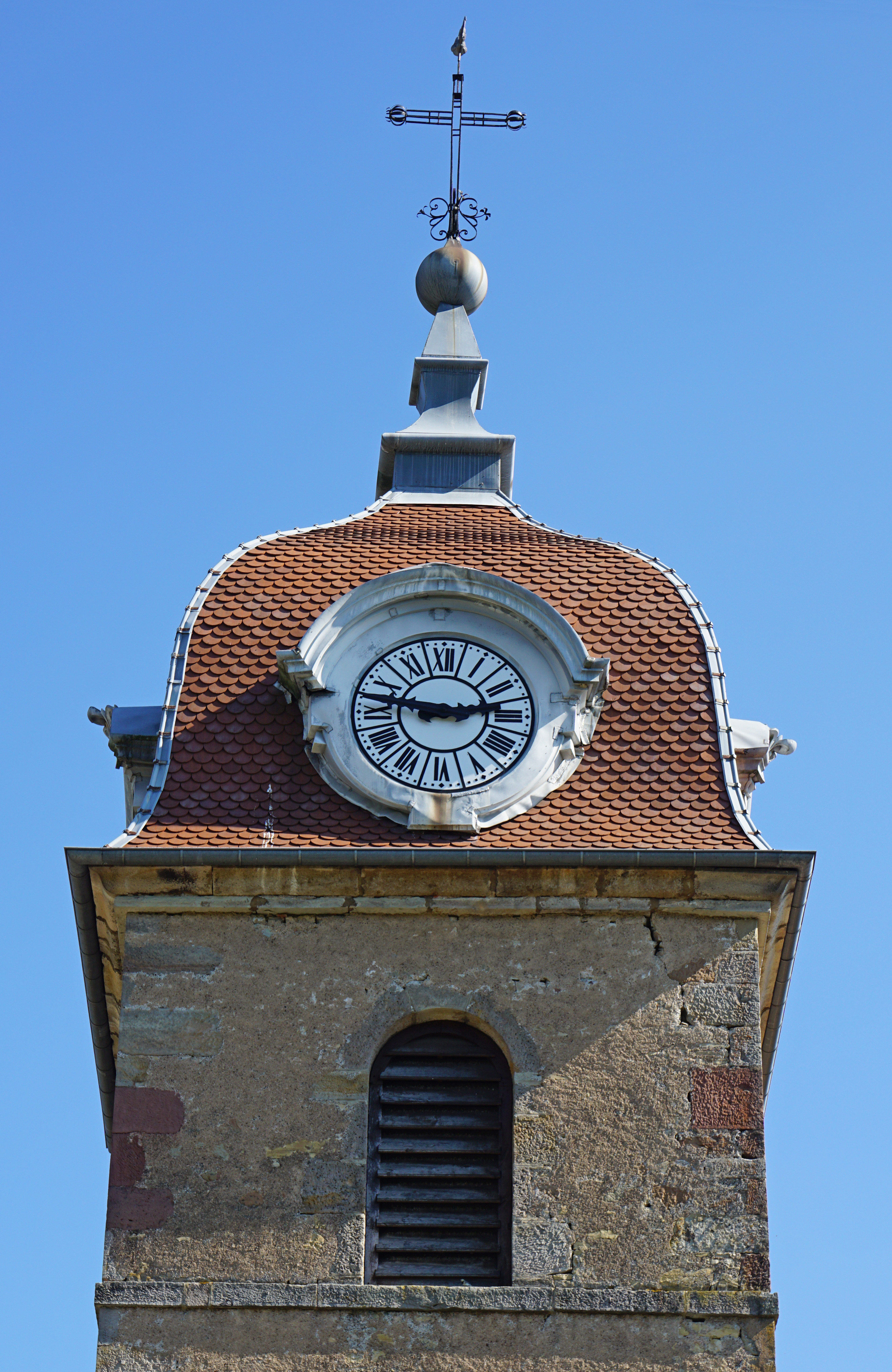
Clocher comtois.
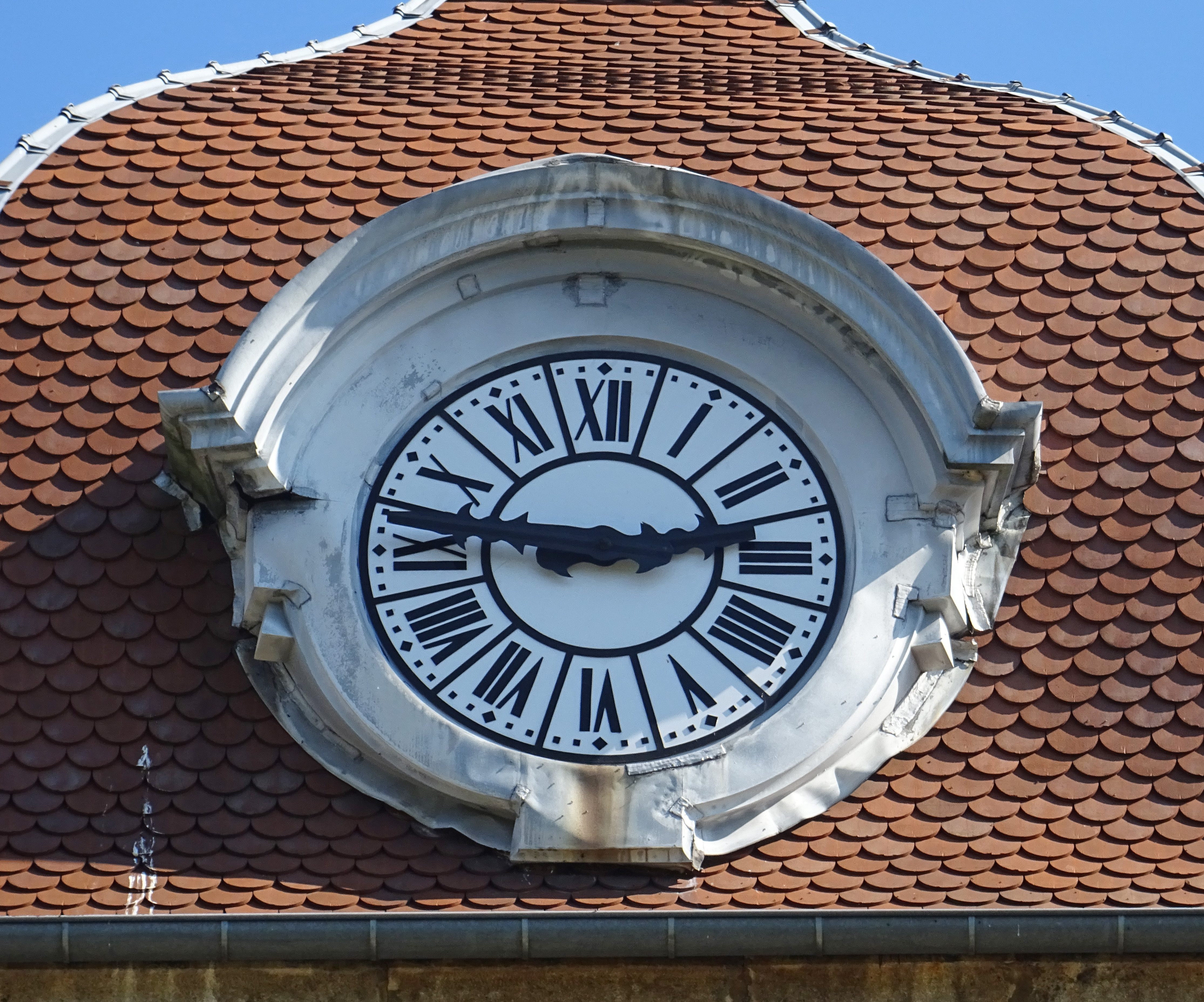
Cadrant de l'horloge.

- Monument aux morts, fontaines, lavoir, carrière, voie romaine.

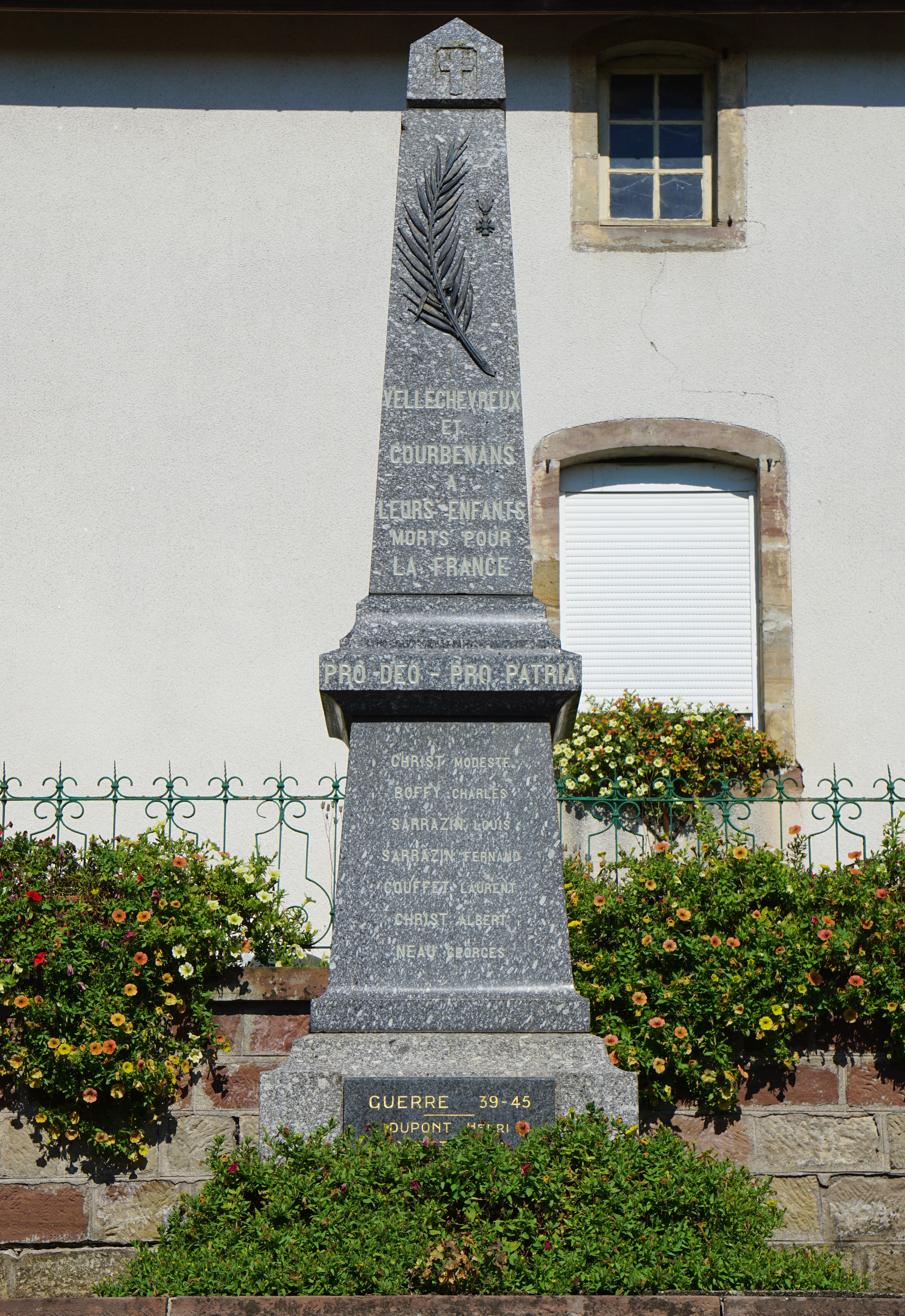
Monument aux morts.
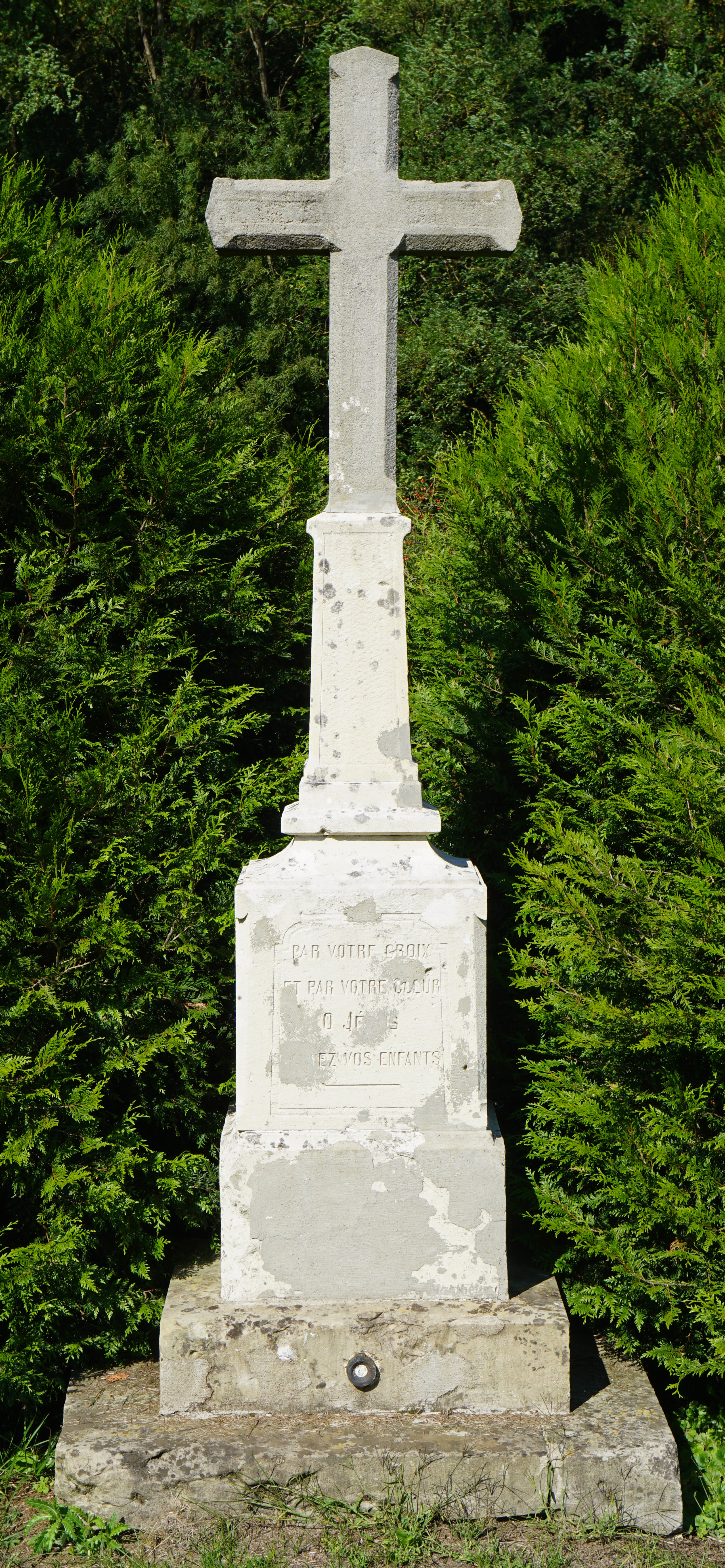
Croix.
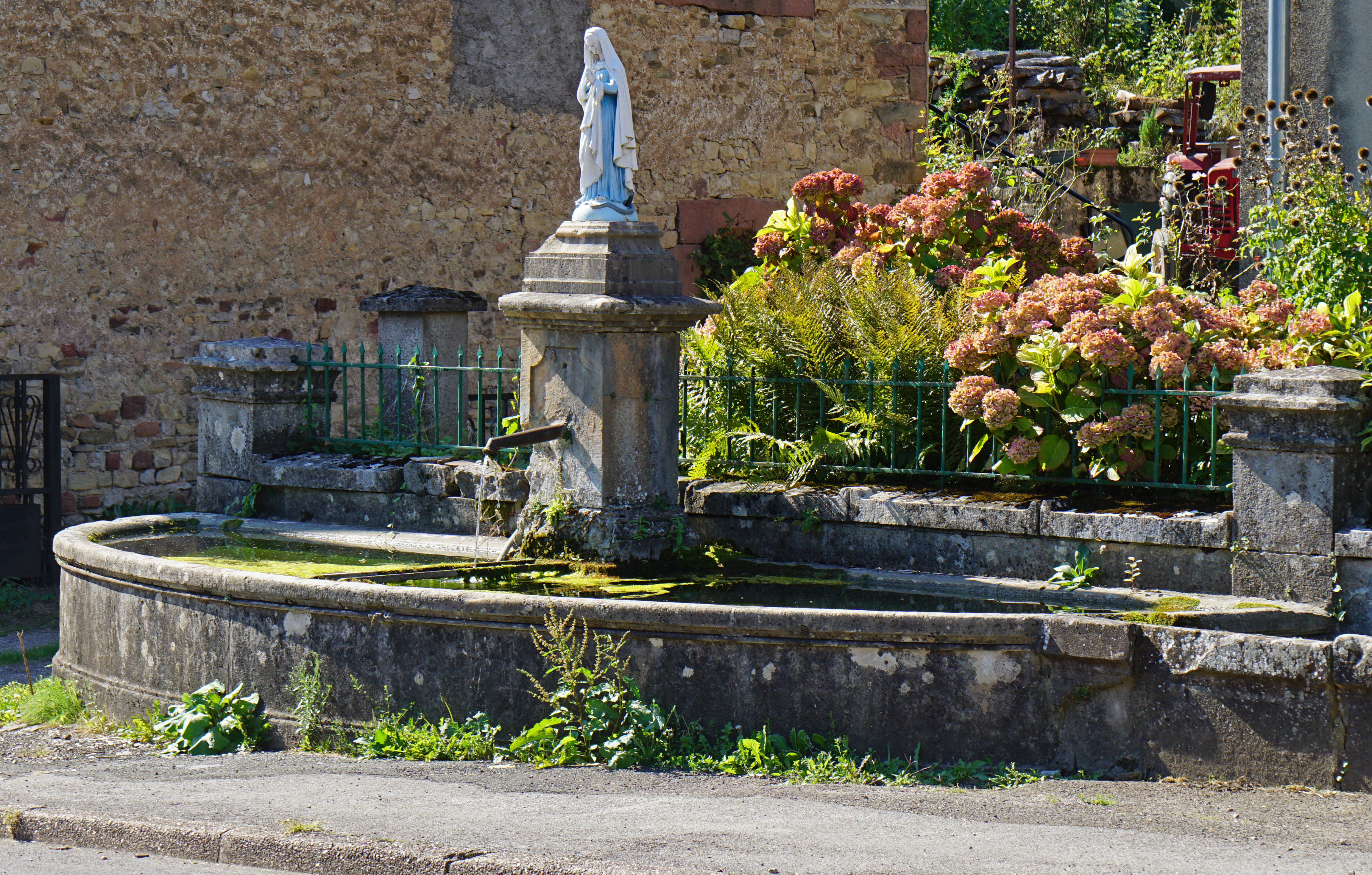
Fontaine.
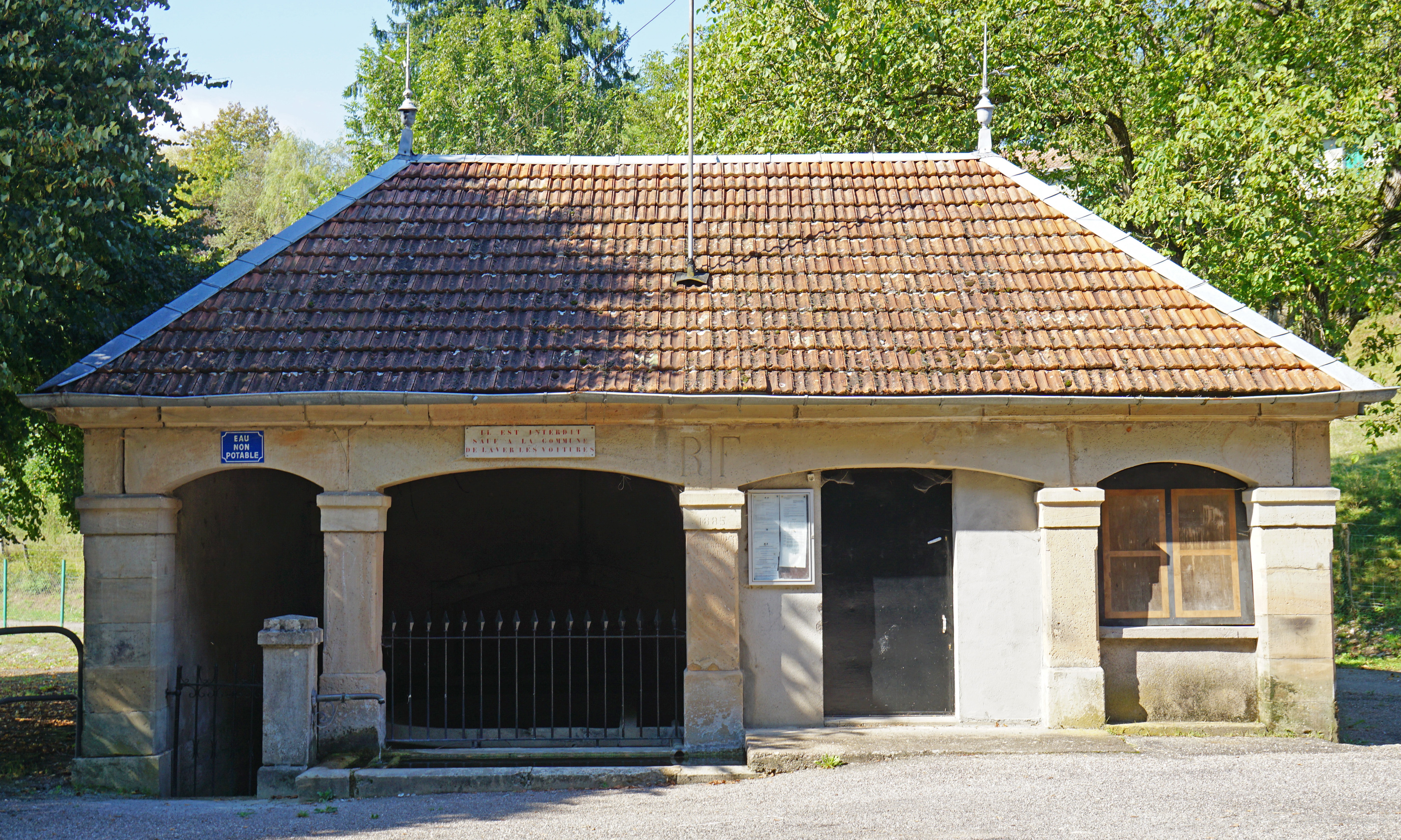
Lavoir.
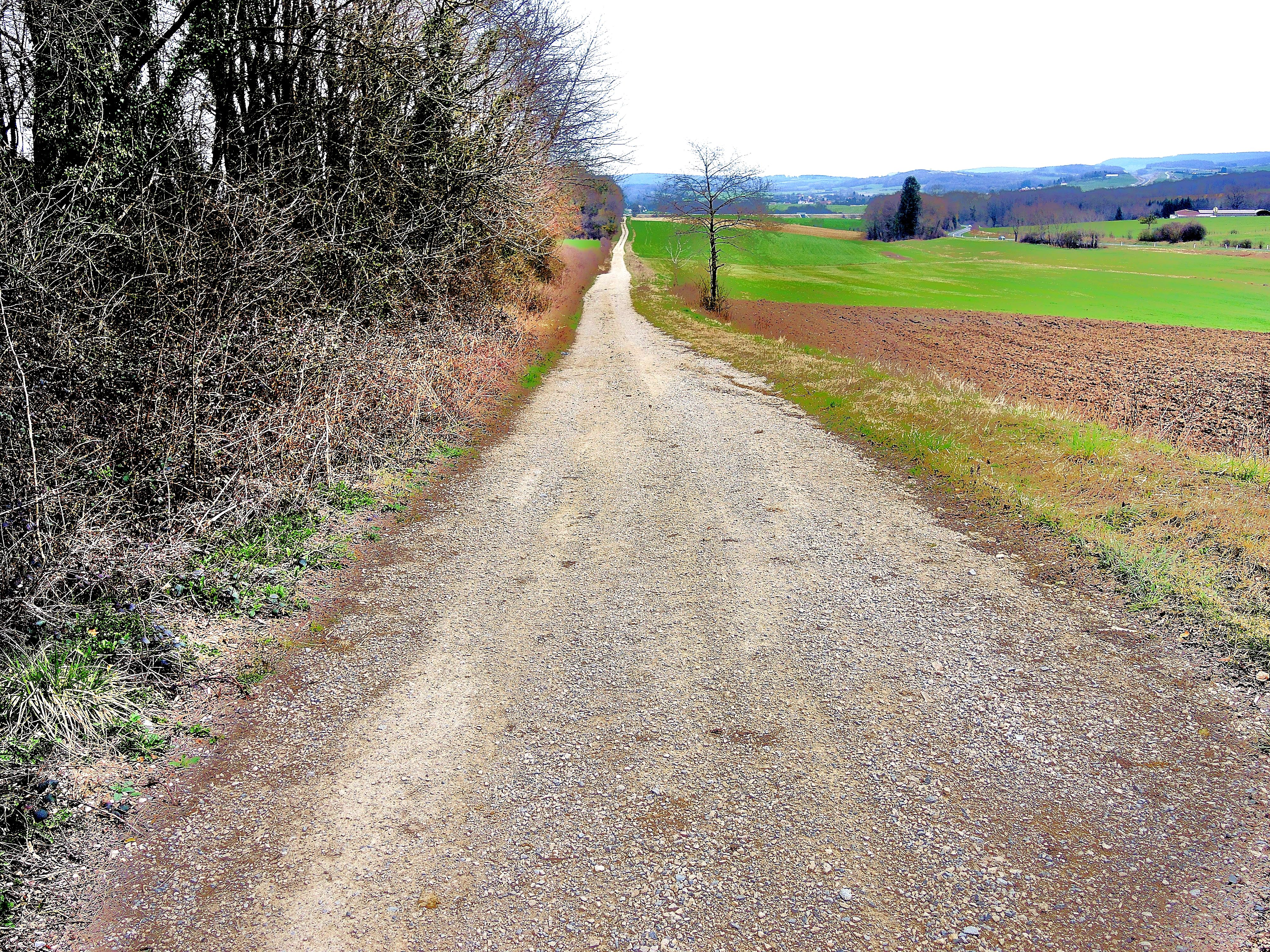
Ancienne voie romaine, aujourd'hui piste agricole.
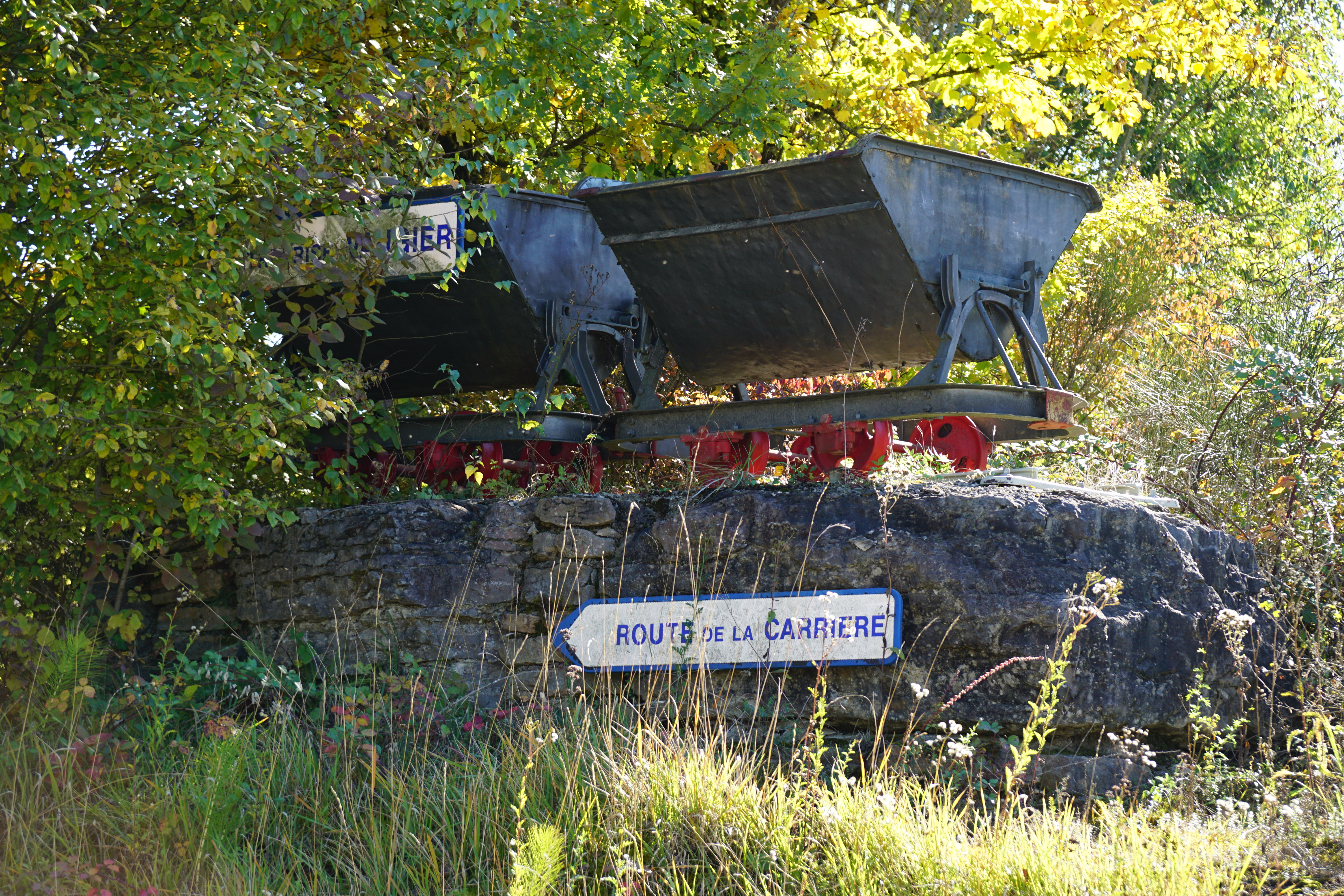
Berlines de la carrière.